# Staverton (Devon)
Staverton è un villaggio e parrocchia civile dell'Inghilterra, appartenente alla contea del Devon.